# مالكشم

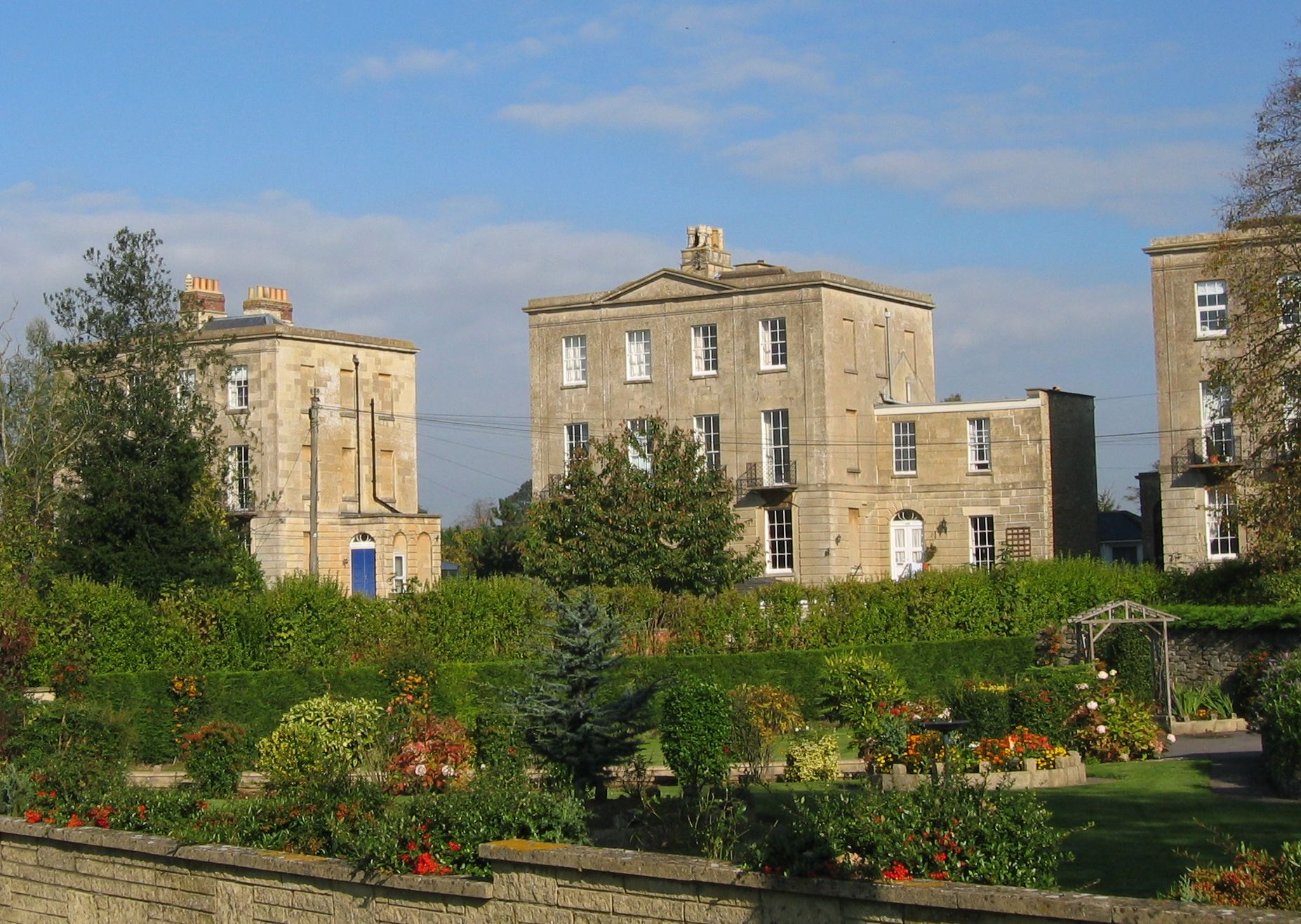
The Spa features large stone lodging houses

مالكشم في الإنكليزية (Melksham) مدينة إنكليزية صغيرة تقع في شمال غرب مقاطعة ويلتشير يمر فيها نهر آفون.
تبعد حوالي 19 كيلومترا (12 ميلا) جنوب شرق عن مدينة باث و 7 كلم جنوب جنوب تشبنهام Chippenham و 8 كيلومترات إلى الغرب من ديفايسيس Devizes و شمال غربي لندن.

## السكان
تعداد السكان لعام 2001 في مالكشم حوالي ا 20,000 نسمة،. وتعد بذلك خامس أكبر تجمع للسكان بعد سويندون ، سالزبوري ، وتشبنهام و تروبردج .
- جغرافية مدارس العالم
- موقع نادي مالكشم لكرة القدم
- موقع بلدية مالكشم الرسمي
- Melksham Active Net — portal
- [قناة البي بي سي وبرامج عن مالكشم ] at BBC Wiltshire
- Campaign to save Melksham's train service
- موقع مقاطعة ويلتشير/تاريخ

## أعلام
- سيدني ليزلي غودوين
- جوني توماس
- بيل فيل